# 昆士蘭小孔蟾魚
昆士蘭小孔蟾魚（学名：Halophryne queenslandiae），為輻鰭魚綱蟾魚目蟾魚科的其中一種，分布於澳洲海域，體長可達26公分，為底棲性魚類。